# Margaret Harrison
Margaret Harrison (Wakefield, Yorkshire, 1940) es una artista y feminista inglesa en cuyo trabajo utiliza gran variedad de medios y temas.

## Trayectoria
Nacida en Yorkshire, cuando su padre regresó de la guerra, su familia se mudó primero a Bridlington y luego a Cumbria.
Harrison estudió en el Carlisle College of Art de 1957 a 1961; Royal Academy Schools, Londres, Inglaterra, de 1961 a 1964; y se graduó en la Academia de Bellas Artes de Perugia, Italia, en 1965.
Fundó el London Women's Liberation Art Group en 1970. Una exhibición de su trabajo en 1971 que fue clausurada por la policía incluía una pieza que representaba a Hugh Hefner como una conejita desnuda.
Entre 1973 y 1975 colaboró con las artistas Kay Hunt y Mary Kelly para realizar un estudio sobre el trabajo de las mujeres en una fábrica de cajas de metal en Bermondsey, Londres. Presentaron sus hallazgos en 1975 en la instalación Women and Work: A Document on the Division of Labour in Industry 1973–1975 (Mujeres y trabajo: un documento sobre la división del trabajo en la industria 1973–1975) que se exhibió por primera vez en la South London Art Gallery en 1975. La exposición contaba las historias de 150 mujeres trabajadoras que participaron en el proyecto y ofrece un relato de la relación de las participantes con el lugar de trabajo, así como reflexiones sobre los cambios en el trabajo y la industria provocados por la Ley de Igualdad Salarial (EPA), que había sido aprobada en 1970.
Su trabajo se incluyó en la exposición Issue: Social Strategies by Women Artists, comisariada por Lucy R. Lippard, en el Instituto de Arte Contemporáneo de Londres en 1980. Esta importante exposición colectiva internacional puso de relieve la práctica artística feminista de orientación social y ha sido reconocida como una exposición feminista clave. Según Chris Crickmay, la obra de Harrison era, entre otras, la que estaba cobrando importancia "reflejando preocupaciones sociales que hasta ahora no habían aparecido en las galerías de arte".
Su trabajo Beautiful Ugly Violence fue descrito como "un día de campo de yuxtaposiciones, ya que los colores brillantes y casi alegres de sus pinturas contrarrestan el tema, a menudo tenue y a veces mortal: los diversos medios para cometer violencia contra las mujeres".
Harrison sigue trabajando tanto en Estados Unidos como en Inglaterra y ha expuesto en América, Suiza y Gran Bretaña. Su obra ha sido expuesta en el Museo de Arte Contemporáneo y la Tate Modern. Ha  sido Profesora Investigadora Titular y Directora del Centro de Investigación de Arte Social y Ambiental.
En 2011, "I am a Fantasy", se exhibió en la galería PayneShurvell en el este de Londres del 15 de abril al 21 de mayo. Beverley Knowles comisarió la muestra.
En 2013, ganó el Premio de Arte del Norte.
En 2015, Harrison tuvo una exposición individual en la Galería Ronald Feldman en Nueva York.
Entre octubre de 2017 y enero de 2018 se llevó a cabo una retrospectiva de su obra “Margaret Harrison: Diálogos entre sexo, clase y violencia” en el Azkuna Zentroa de Bilbao.